# Maciej Jędral
Maciej Jędral (ur. 17 grudnia 1960 w Bydgoszczy) – polski lekkoatleta, wieloboista, mistrz i reprezentant Polski.

## Kariera sportowa
Był zawodnikiem BKS Bydgoszcz.
Na mistrzostwach Polski seniorów na otwartym stadionie zdobył jeden medal w dziesięcioboju: złoty w 1983. W halowych mistrzostwach Polski seniorów wywalczył dwa srebrne medale w siedmioboju: w 1983 i 1986.
Reprezentował Polskę na mistrzostwach Europy juniorów w 1979, gdzie zajął w dziesięcioboju 9. miejsce, z wynikiem 7089. Dwukrotnie wystąpił w zawodach Grupy A Pucharze Europy w wielobojach. W 1983 zajął 16. miejsce, z wynikiem 7740, w 1985 był 10., z wynikiem 7555.
Pracuje jako trener w Niemczech, w SV Brackwede
Rekord życiowy w dziesięcioboju: 7844 (26.06.1983), według tabel obowiązujących od 1985, w siedmioboju w hali: 5491 (9.02.1986).